# Брюль, Мария София фон
Графиня Мария София фон Брюль (3 июня 1779, Варшава — 28 января 1836, Дрезден) — жена знаменитого военачальника и историка Карла фон Клаузевица, известная редактированием и публикацией трактата «О войне» и других его произведений, а также благотворительной деятельностью.

## Молодость и карьера
Родители — генерал прусской армии Карл Адольф фон Брюль, сын главы саксонского правительства Генриха фон Брюля, и Софи Гомм. Мария София, которую в семье звали Мари, была старшим ребенком.
Mногие из её братьев и сестер умерли в младенчестве: к своему младшему брату Фитцу Мари относилась скорее как сыну, она же ухаживала за дочерью сестры Фанни, умершей в родах.
Образование Мари фон Брюль началось дома под руководством отца и матери. Отец учил Мари французскому и эпистолярному стилю, подобающему «даме высшего общества»; мать преподавала Мари английский, которым Мари овладела столь хорошо, что позднее обучала ему детей своих друзей. Вместе с сестрой Фанни Мари также училась живописи, музыке и истории.
Мари была талантливой художницей: её портрет Августа Нейдхардта фон Гнейзенау сегодня принадлежит коллекции Немецкого исторического музея. Среди друзей Мари были знаменитая писательница Беттина фон Арним, её муж писатель Ахим фон Арним и писательница Софи фон Шверин.
В возрасте 18 лет, фон Брюль стала фрейлиной принцессы Фридерики Луизы Прусской, а после её смерти — обер-гофмейстериной одиннадцатилетней принцессы Шарлотты Прусской, позднее ставшей, под именем Александры Фёдоровны супругой российского императора Николая I. После смерти мужа Мари, тогда уже фон Клаузевиц, стала обер-гофмейстериной императрицы Августы; в её обязанности входило воспитание кронпринца Фридриха Вильгельма (который позже будет известен как император Фридрих III).
В 1813 фон Клаузевиц добровольно служила в военном госпитале.

## Брак с Карлом фон Клаузевицем

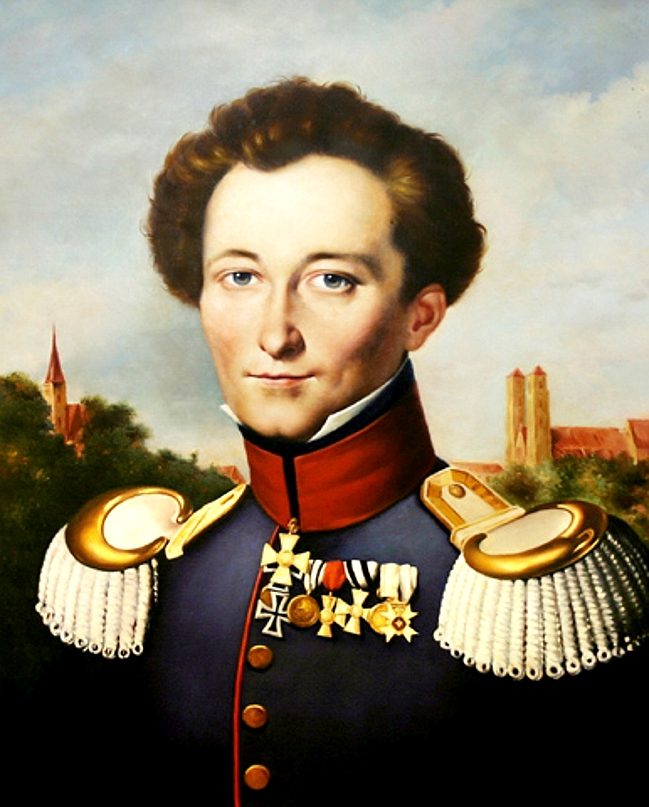
Портрет Карла фон Клаузевица

Мари фон Брюль познакомилась с Карлом фон Клаузевицем в декабре 1803 года через своих общих друзей, принцессу Луизу и её мужа князя Антония Радзивилла. Их встреча произошла менее чем через год после неожиданной смерти Карла Адольфа фон Брюля, отца Мари, из-за осложнений, связанных с заболеванием печени в июле 1802.
Ухаживание Клаузевица за Мари было долгим по различным причинам. Мать Мари не одобряла отношения с человеком более низкого социального положения: у Клаузевица не было никакого наследства, и ему приходилось полагаться только на жалование лейтенанта, которое не было достаточным, чтобы содержать семью; брак же без благословения матери был юридически невозможен. Более того, сама Мари сомневалась в необходимости этого союза. С точки зрения общества время вступления в брак для неё уже прошло, когда началась её переписка с Карлом. Более того, Мари фон Брюль была одной из немногих самостоятельно зарабатывавших незамужних женщин того времени, и она не хотела терять то, что она называла «внутренней свободой».
Пара была помолвлена в мае 1806 года. В августе 1810 года Клаузевиц получил письмо от  Фридриха Вильгельма, в котором ему был пожалован чин майора и дано разрешение на вступление в брак, каковой и был заключён в декабре того же года.
Карл и Мари часто обсуждали политику и литературу. Они считали друг друга равными: для начала девятнадцатого века подобное восприятие собственной жены было редкостью. Супруги были неспособны к зачатию детей. Сегодня считается, что причиной этого было хроническое заболевание Карла.
В общей сложности брак продлился двадцать один год, вплоть до смерти Клаузевица от холеры.

## Редактирование трудов Клаузевица
С 1832 по 1834 год, после неожиданной смерти Клаузевица в 1831 году, Мари фон Клаузевиц отредактировала и опубликовала несколько его книг, в том числе его самый известный труд, О войне.
Клаузевиц был известен неряшливостью записей, приводившей к потере документов и незавершенных идей. Поэтому на протяжении многих лет Мари настаивала на том, чтоб Карл посылал ей свои записи. Иными словами, когда Карл писал «О войне», Мари выступала в качестве исследователя и копирайтера: её почерком указаны примечания и ссылки на некоторых страницах рукописи. Ей же принадлежит предисловие к «О войне». Летом 1832 года, когда менее чем через год после смерти Карла, берлинское издательство выпустило объявления, рекламирующие предстоящее издание «О войне», за несколько месяцев Мари с помощью брата расшифровала черновики и отредактировала манускрипт.

## Поздние годы и смерть
Ближе к концу своей жизни, Мари жаловалась на стеснение в груди и звон в ушах. Наряду со своими обязанностями обер-гофмейстерины, она прилагала множество усилий для публикации трудов покойного мужа. Её окружение было обеспокоено её здоровьем, перепадами настроения, и частыми приступами беспокойства. После интенсивной борьбы с матерью у Мари произошёл срыв. В качестве лечения врачи назначают различные процедуры и лекарства, в том числе, кровопускание, слабительные и рвотные. От этого лечения Мари становилось всё хуже: она иногда говорила о себе в третьем лице. Стремясь спасти её здоровье, двоюродный брат Мари Карл фон Брюль настаивал на переезде в Дрезден. Слова одной из сиделок позволяют предположить, что рука Мари была инфицирована в результате практики кровопускания; вполне возможно, что из-за практики кровопускания она была заражена гепатитом. Из-за отсутствия знаний о современной медицине, врач в Дрездене просто поставил Мари диагноз «повреждения нервов» и прекратил лечение.
28 января 1836 года Мари фон Брюль скончалась в возрасте 56 лет.